# Ярач, Стефан
Сте́фан Я́рач (пол. Stefan Jaracz; 24 декабря 1883, Жуковице Стары близ Тарнува, Австро-Венгрия — 11 августа 1945, Отвоцк) — польский актер театра и кино, режиссёр, писатель, публицист, общественный и театральный деятель, создатель и директор театра «Атенеум» в Варшаве.
Реформатор польского театра.

## Биография
Учился в гимназии в Тарнове, был членом нелегального социалистического кружка, организованного Карлом Радеком. После окончания гимназии, изучал философию в Ягеллонском университете.
Театральную карьеру начал в Кракове в 1904 году. Позже — актёр передвижных театров, затем выступал на сценах Познани, Лодзи, Москвы, Киева (1915—1918) и Варшавы (в том числе, театров Малого, Польского, Народового). Во время Первой мировой войны в 1915 годы был выслан в глубь России, как австрийский подданный (в 1916 году был в Москве; в 1917—1918 годах — в Киеве). Встреча с К. С. Станиславским оказала большое влияние на дальнейшее творчество Ярача.
В 1921—1923 годах играл в театре «Reduta». В 1930 году организовал в Варшаве театр «Атенеум» (пол. Ateneum) (совместно с С. Пежановской и З. Хмельницким), в 1930—1933 и 1935—1939 годах — руководил этим театром.
Был членом Союза артистов польской сцены.
Во время немецкой оккупации участвовал в деятельности военно-политической подпольной организации «Уния». После выполнения решения подпольного «Союза вооружённой борьбы» и казни боевиками в марте 1941 года коллаборациониста актёра Иго Сыма, был арестован немцами в качестве заложника. 4 апреля того же года отправлен в концлагерь Освенцим. После многочисленных обращений общественности 15 мая 1941 года был освобождён из лагеря и направлен в актёрскую труппу «Testament».
Умер от туберкулёза горла, которым заболел в концлагере. Похоронен на «Алле Заслуженных» кладбища Старые Повонзки в Варшаве.
Дочь — Анна Ярачувна (1916—1979), польская актриса кино и театра.

## Творчество
Стефан Ярач — легенда польской театральной сцены, один из создателей современного польского актёрского искусства. Основывался на принципах Станиславского и Московского Художественного театра.
Исполнял роли классического и современного репертуара, играл в драмах, комедиях и фарсах. Сыграл много ролей в пьесах Шекспира. Среди ролей: Иуда («Иуда» Пшервы-Тетмайера), Шель и Смугонь («Туронь» и «Улетела от меня перепёлочка» С. Жеромского), Акакий Акакиевич («Шинель» по Гоголю).
С 1920-х годов снимался в кино. Сыграл в около 30 фильмах.

## Избранная фильмография
- 1914 — Бог войны / Bóg wojny — Наполеон
- 1921 — Чудо на Висле / Cud nad Wisłą — Ян Рудый, большевистский агитатор
- 1924 — Смерть за жизнь. Симфония человечности / Śmierć za życie. Symfonia ludzkości
- 1928 — Пан Тадеуш / Pan Tadeusz
- 1929 — Над снегами / Ponad śnieg — Йоахим
- 1932 — Княгиня Лович / Księżna Łowicka — наследник российского престола Константин Павлович
- 1932 — Белая отрава  —  Ян Каньский, промышленник
- 1932 — Безымянные герои / Bezimienni bohaterowie
- 1934 — Молодой лес / Młody las — отец Стефана
- 1934 — Влюблён, любит, уважает / Kocha, lubi, szanuje
- 1936 — Его большая любовь / Jego wielka miłość — Константы Курчек, суфлёр

## Награды
- Командорский крест ордена Возрождения Польши (1945)[1].
- Офицерский крест ордена Возрождения Польши (1930)[2].
- Золотой крест Заслуги (1935)[3].
- Золотые Академические лавры (1935)[4].

## Памятники С. Ярачу в Польше

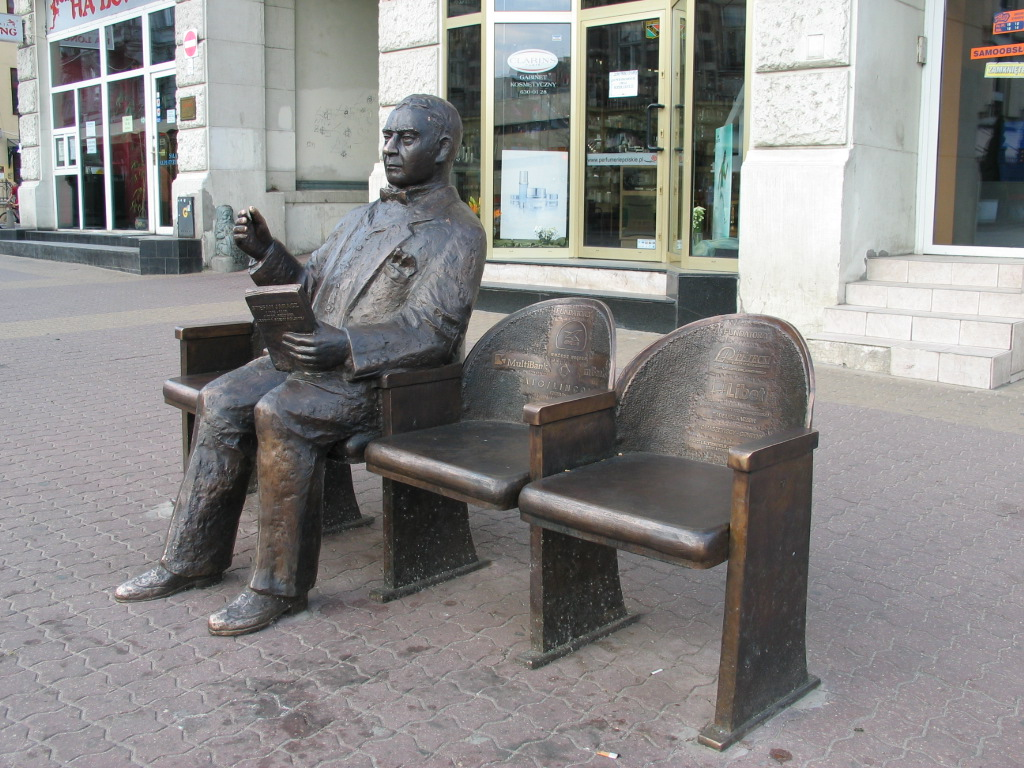
В Лодзи
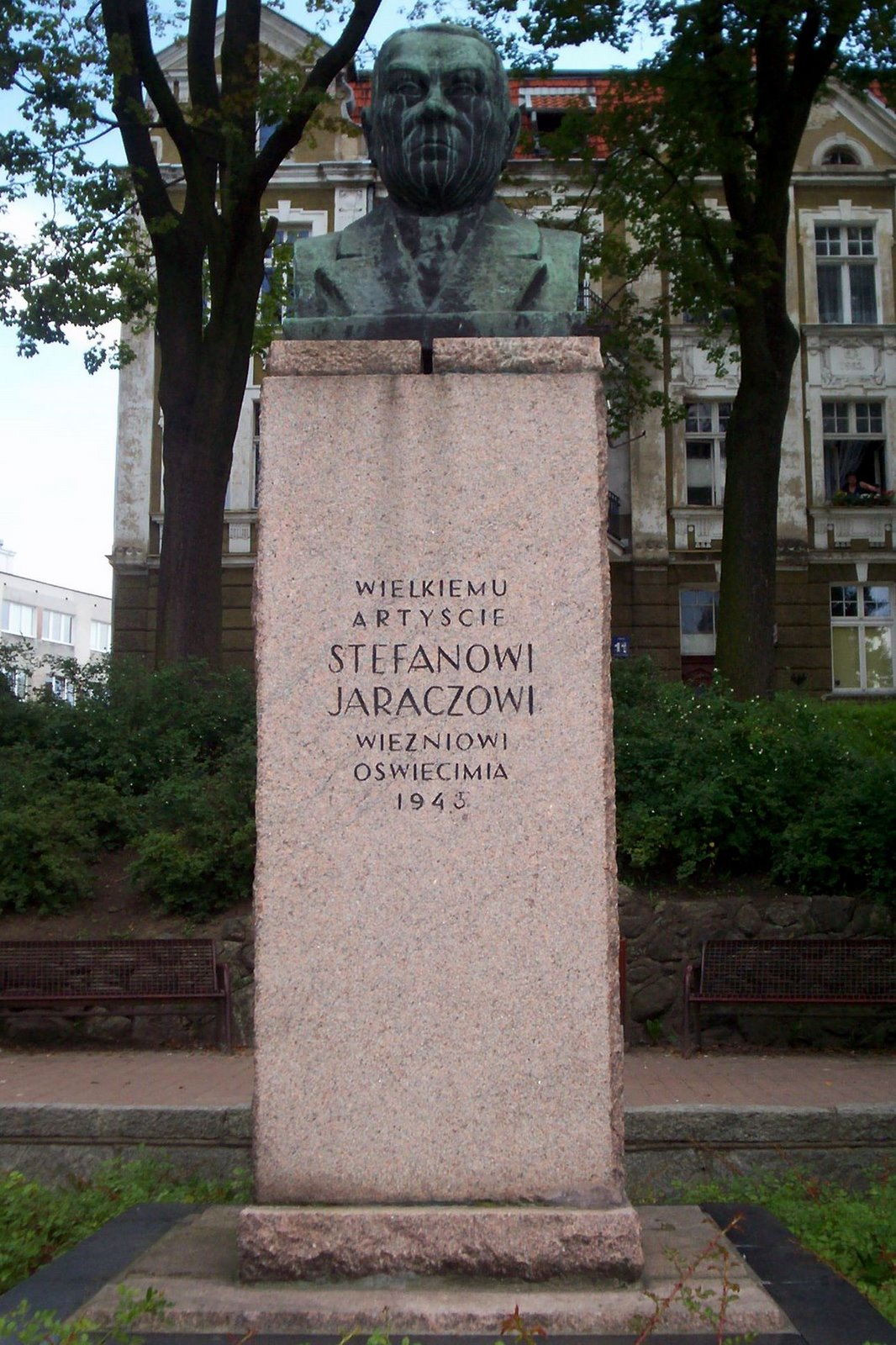
В Ольштыне
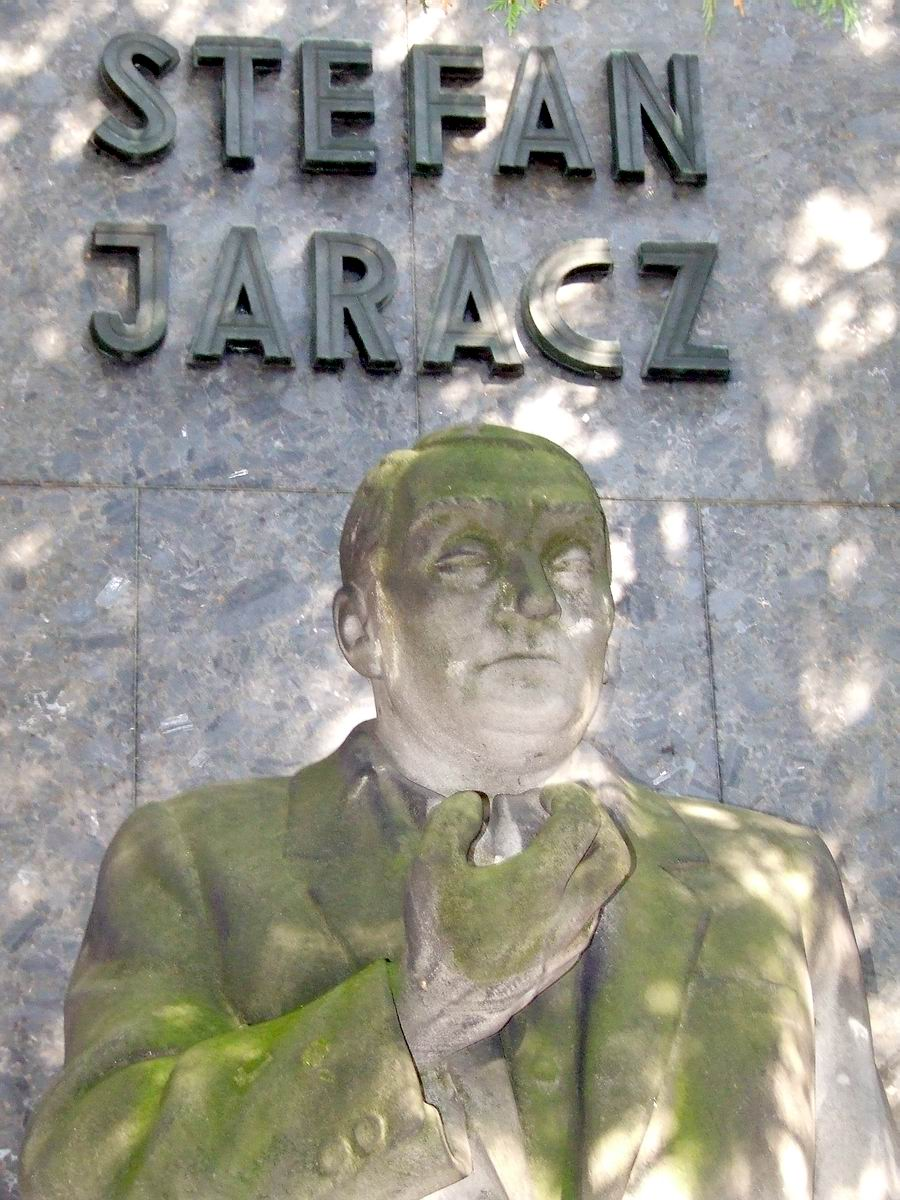
На могиле на «Алле Заслуженных» кладбища Старые Повонзки в Варшаве. Скульптор О. Невская